# Artagnan
Artagnan ist eine französische Gemeinde mit 509 Einwohnern (Stand 1. Januar 2022) im Département Hautes-Pyrénées in der Region Okzitanien (vor 2016: Midi-Pyrénées). Die Gemeinde gehört zum Arrondissement Tarbes und zum Kanton Vic-en-Bigorre.
Die Einwohner werden Artagnanais und Artagnanaises genannt.

## Geographie
Artagnan liegt circa 19 Kilometer nördlich von Tarbes in der historischen Provinz Bigorre am nordwestlichen Rand des Départements.
Umgeben wird Artagnan von den vier Nachbargemeinden:
|                | Gensac                                      |                 |
|                | Kompassrose, die auf Nachbargemeinden zeigt | Liac            |
| Vic-en-Bigorre |                                             | Sarriac-Bigorre |

Artagnan liegt im Einzugsgebiet des Flusses Adour, das Zentrum der Gemeinde liegt an seinem linken Ufer. Der Ruisseau de Dibès, ein Nebenfluss des Adour, fließt an einem kleinen Abschnitt der Grenze zur Nachbargemeinde Sarriac-Bigorre entlang.

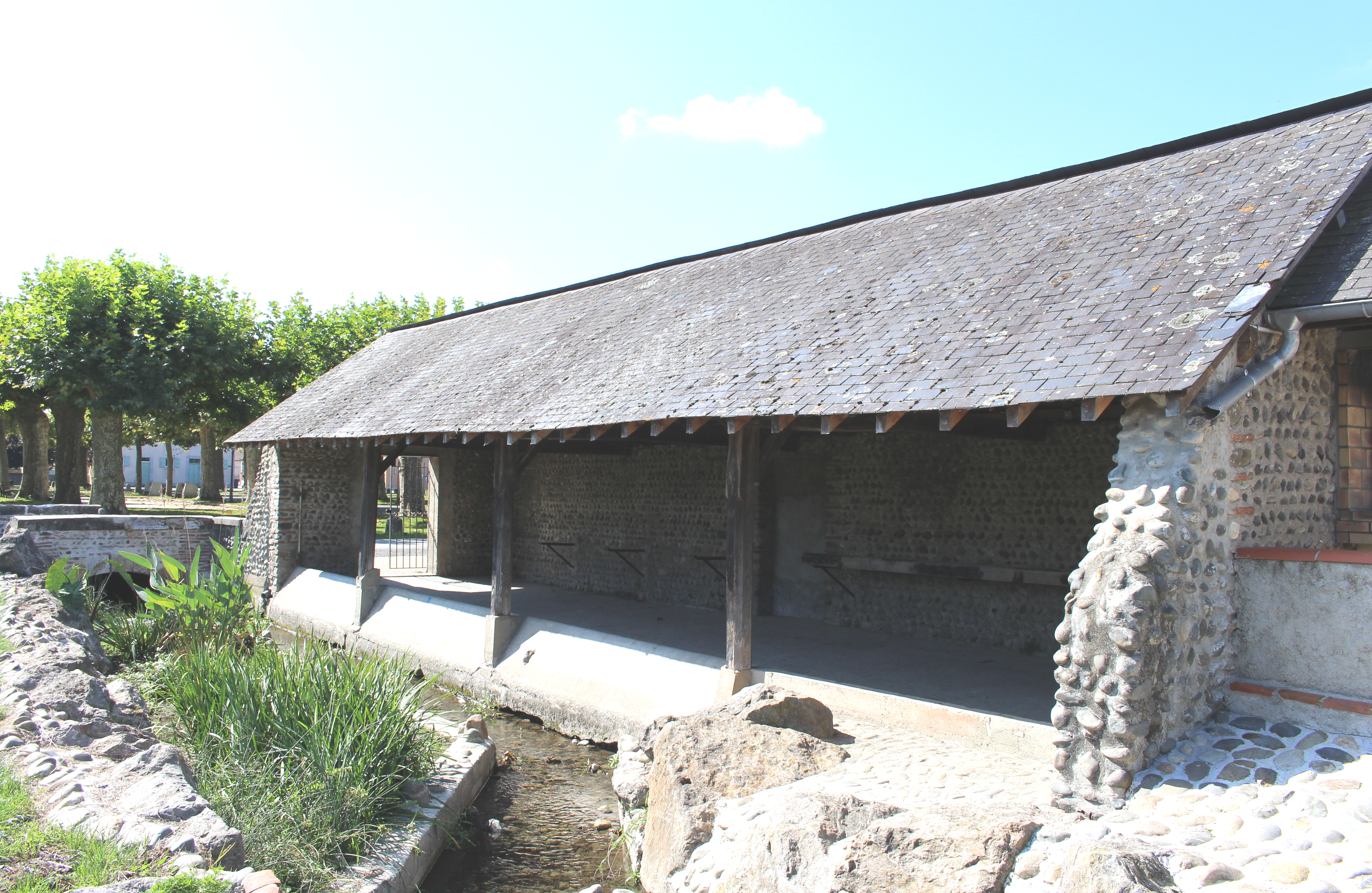
Waschhaus in Artagnan

## Toponymie
Der okzitanische Name der Gemeinde heißt Artanhan. Er stammt vom lateinischen Eigennamen Artanius zusammen mit dem Suffix -anum, die Bezeichnung für das Landgut des Artanius in gallorömischer Zeit.
Spitznamen der Gemeinde lauten Los pèpis (deutsch die Idioten) und
Los pè-descaus (deutsch die Barfüßigen).
Toponyme und Erwähnungen von Artagnan waren:
- Artagna (12. Jahrhundert und gegen 1200–1230, Kopialbuch der Grafschaft Bigorre),
- Bernardus d’Artanha (1283, Prozess Bigorre),
- De Artanhano (1300 und 1313, Befragung im Bigorre bzw. Steuerliste Debita regi Navarre),
- De Artanhano (1342, Kirchenregister von Tarbes),
- Artanhan (1429, Zensus der Grafschaft Bigorre),
- Artagnan (1750, Karte von Cassini),
- Artaignan (1793, Notice Communale),
- Artagnan (1801, Bulletin des lois).[3][4][5]

## Einwohnerentwicklung
Nach Beginn der Aufzeichnungen stieg die Einwohnerzahl bis zur ersten Hälfte des 19. Jahrhunderts auf einen Höchststand von rund 810. In der Folgezeit sank die Größe der Gemeinde bei kurzen Erholungsphasen bis nach dem Zweiten Weltkrieg auf rund 415, bevor eine relativ kurze Wachstumsphase bis in die 1960er Jahre begann und erneut mit der Jahrtausendwende, welche bis heute anhält.
| Jahr      | 1962 | 1968 | 1975 | 1982 | 1990 | 1999 | 2006 | 2011 | 2022 |
| --------- | ---- | ---- | ---- | ---- | ---- | ---- | ---- | ---- | ---- |
| Einwohner | 498  | 480  | 440  | 431  | 436  | 433  | 472  | 500  | 509  |

## Sehenswürdigkeiten

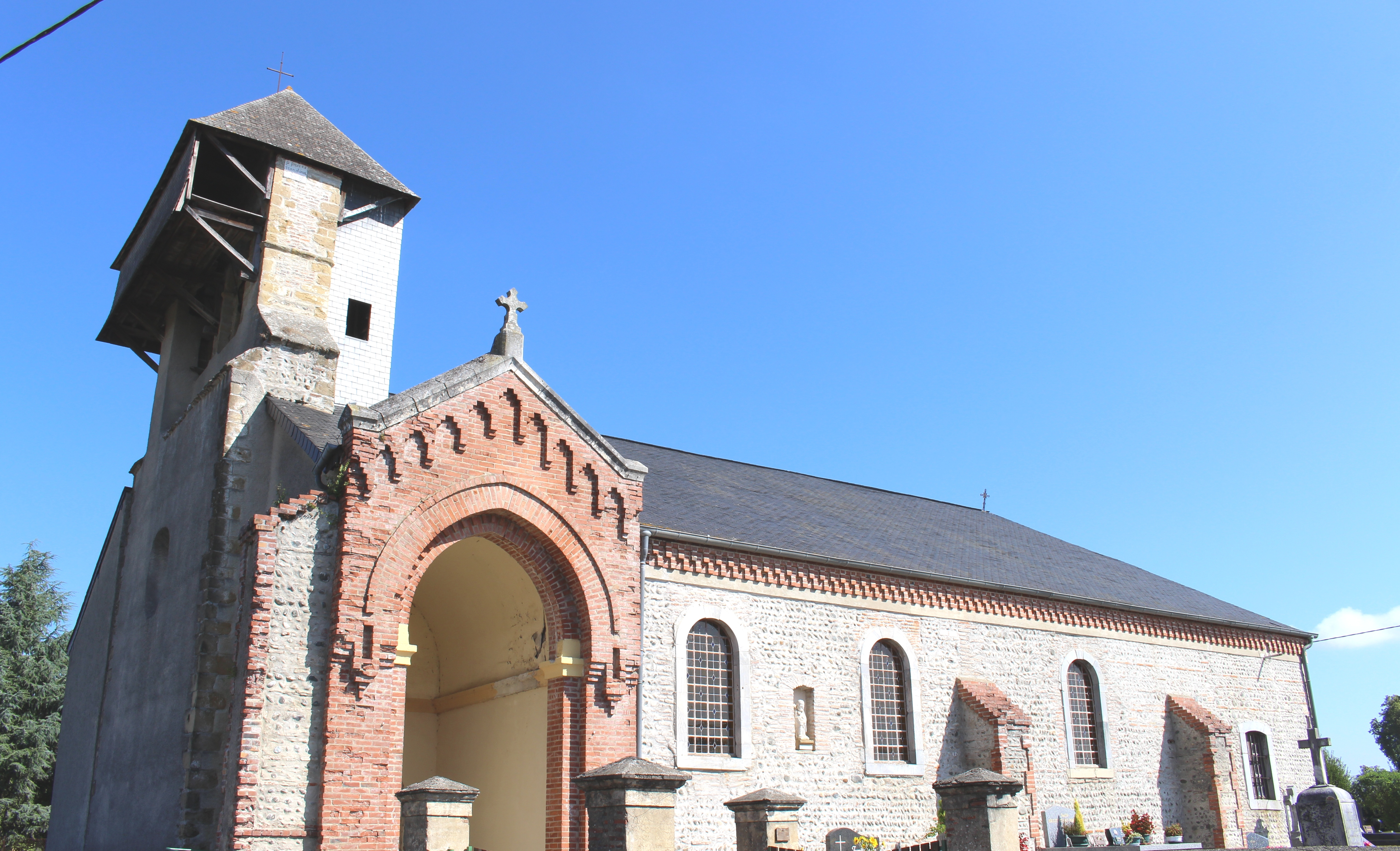
Pfarrkirche Saint-Nazaire
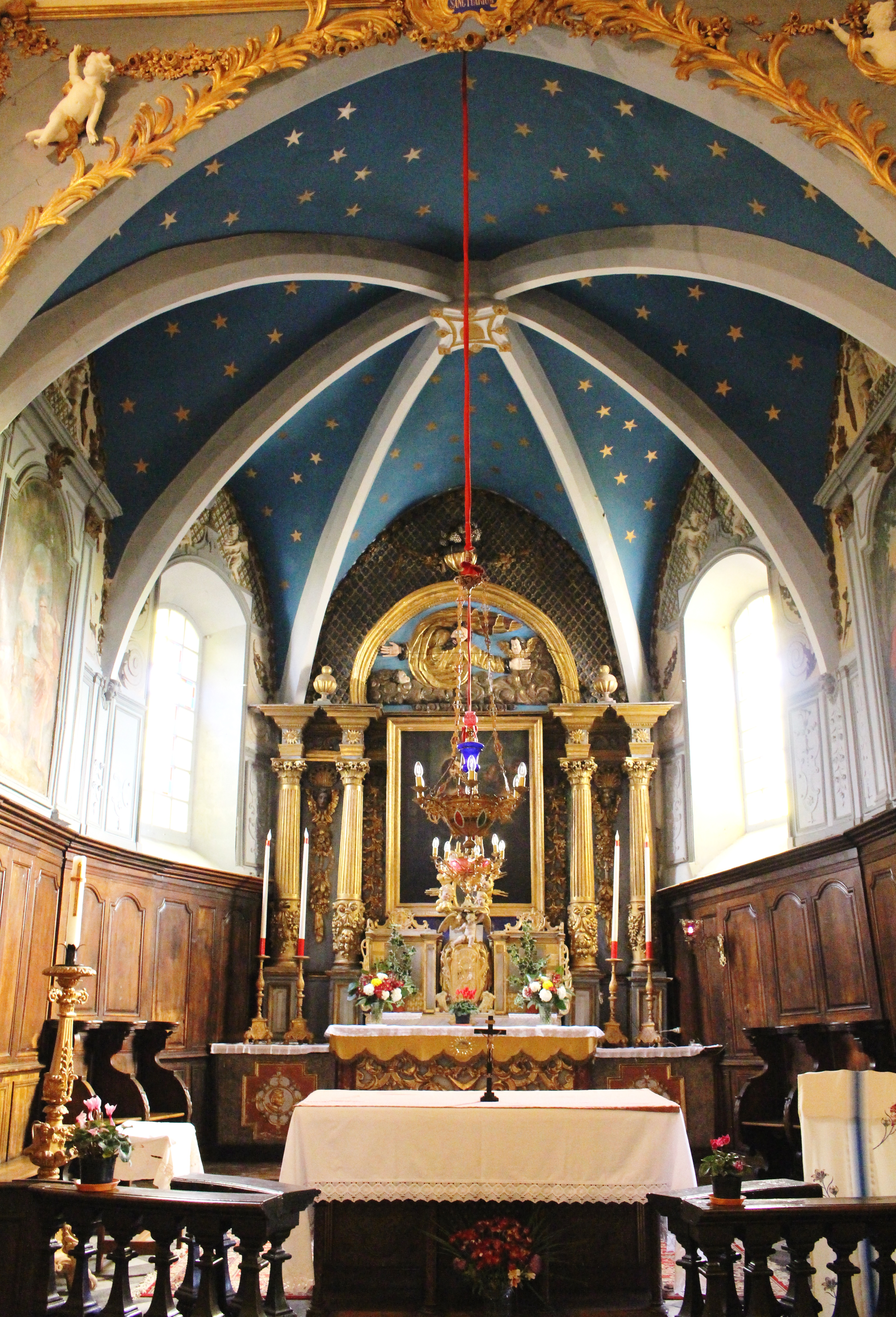
Chor
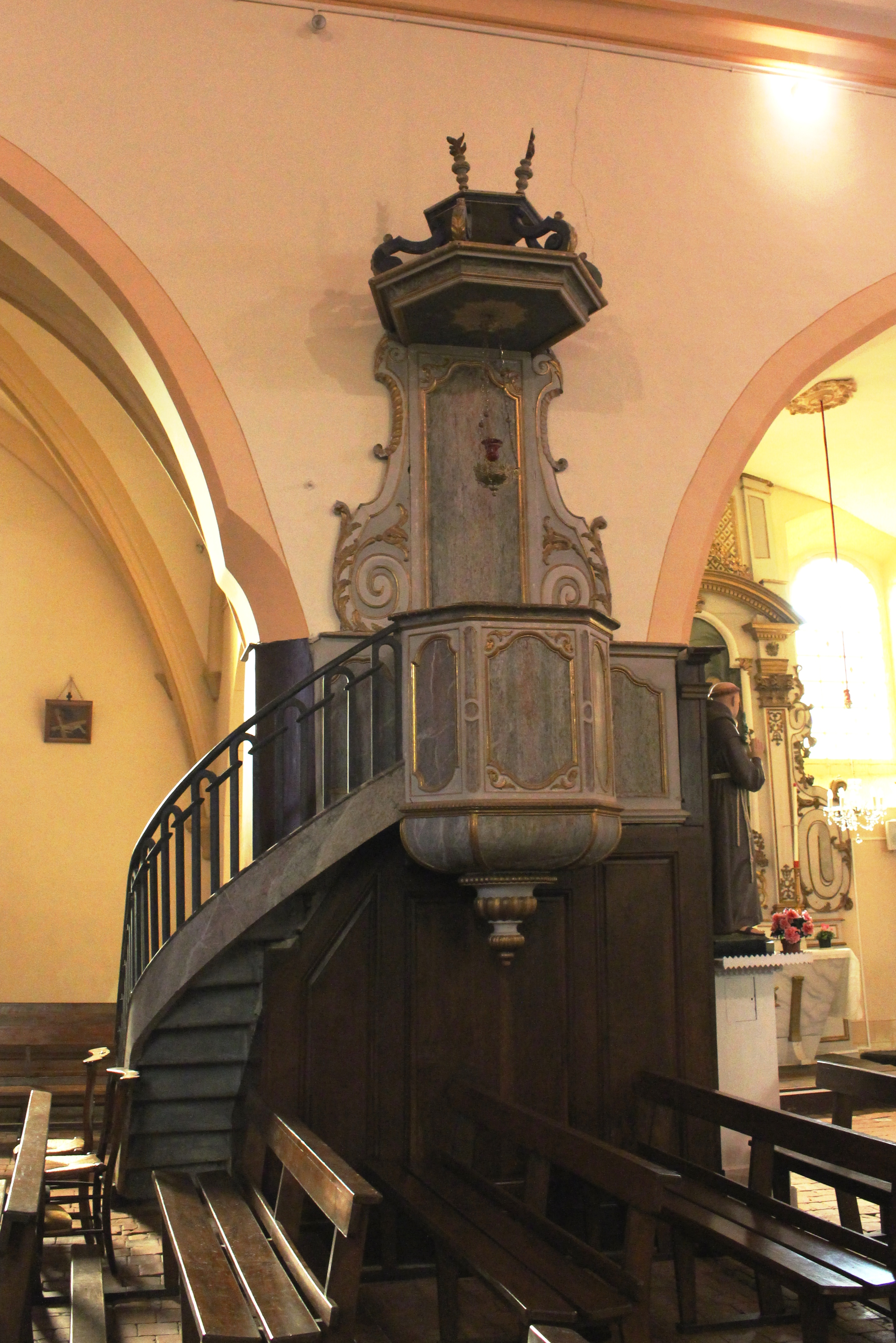
Kanzel

- Pfarrkirche Saint-Nazaire
- Chor
- Kanzel

## Wirtschaft und Infrastruktur

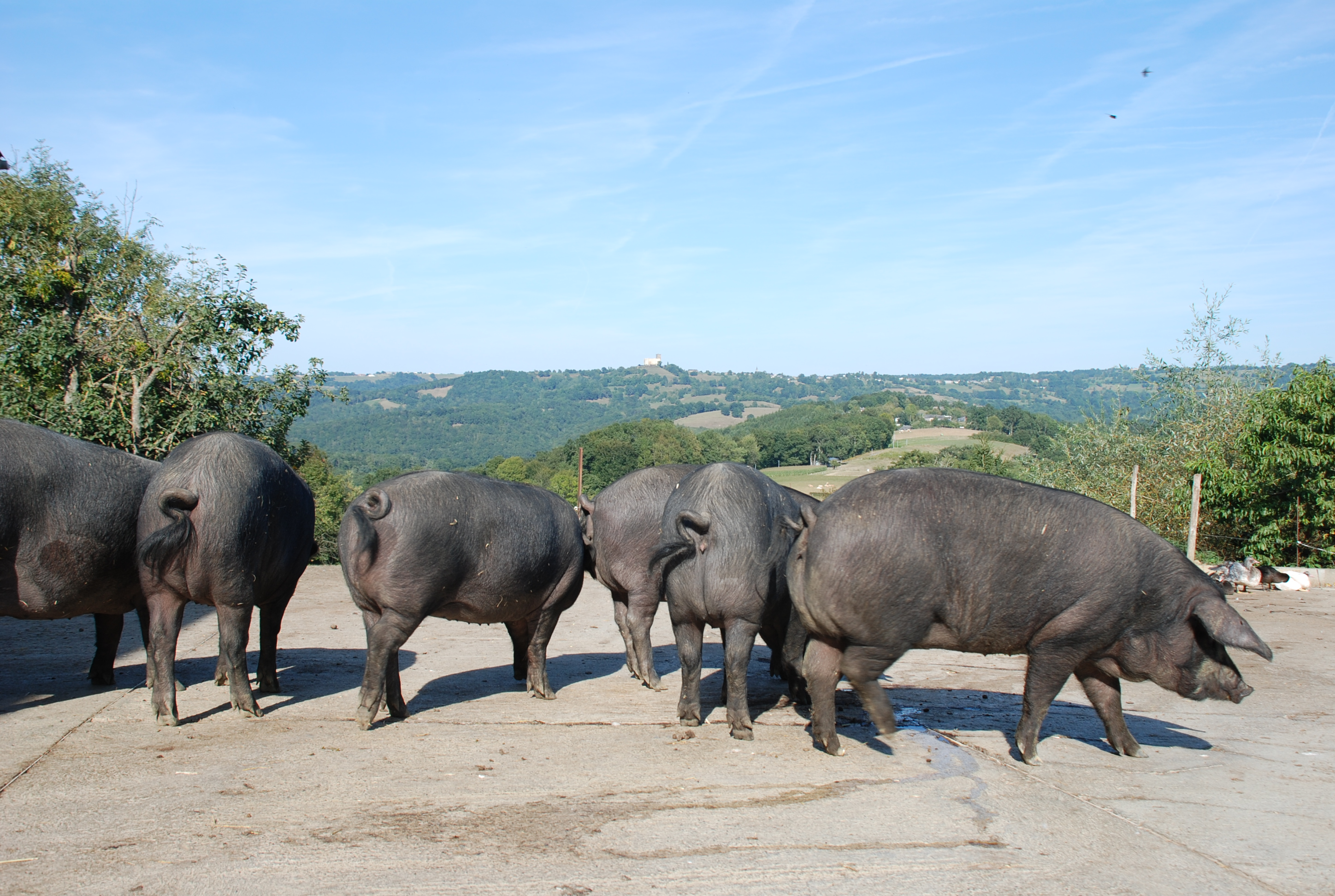
Porcs Noirs de Bigorre

Artagnan liegt in den Zonen AOC der Schweinerasse Porc noir de Bigorre und des Schinkens Jambon noir de Bigorre.

### Bildung
Die Gemeinde verfügt über eine öffentliche Grundschule mit 34 Schülerinnen und Schülern im Schuljahr 2019/2020.

### Verkehr
Artagnan wird durchquert von den Routes départementales 4 und 6.

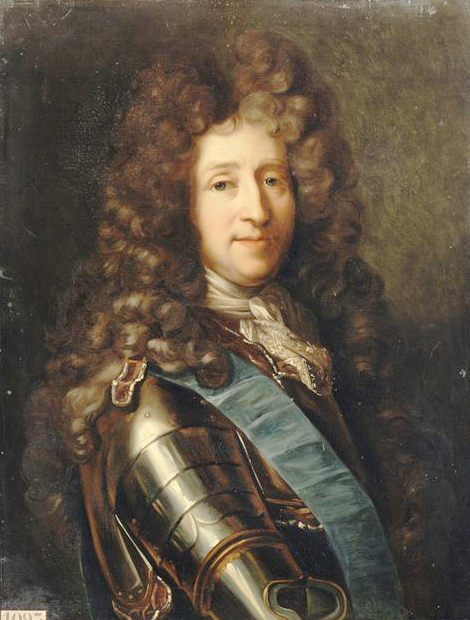
Pierre de Montesquiou d’Artagnan

## Persönlichkeiten
Pierre de Montesquiou d’Artagnan, geboren 1640, gestorben am 12. August 1725 in Plessis-Picquet, war der vierte Sohn des Seigneurs von Artagnan und Cousin von Charles d’Artagnan de Batz-Castelmore, dem Vorbild der literarischen Figur des d’Artagnan von Alexandre Dumas. Er machte Karriere als französischer Militär und Marschall von Frankreich.